# Nord-Süd-Schnellstraße (Vietnam)

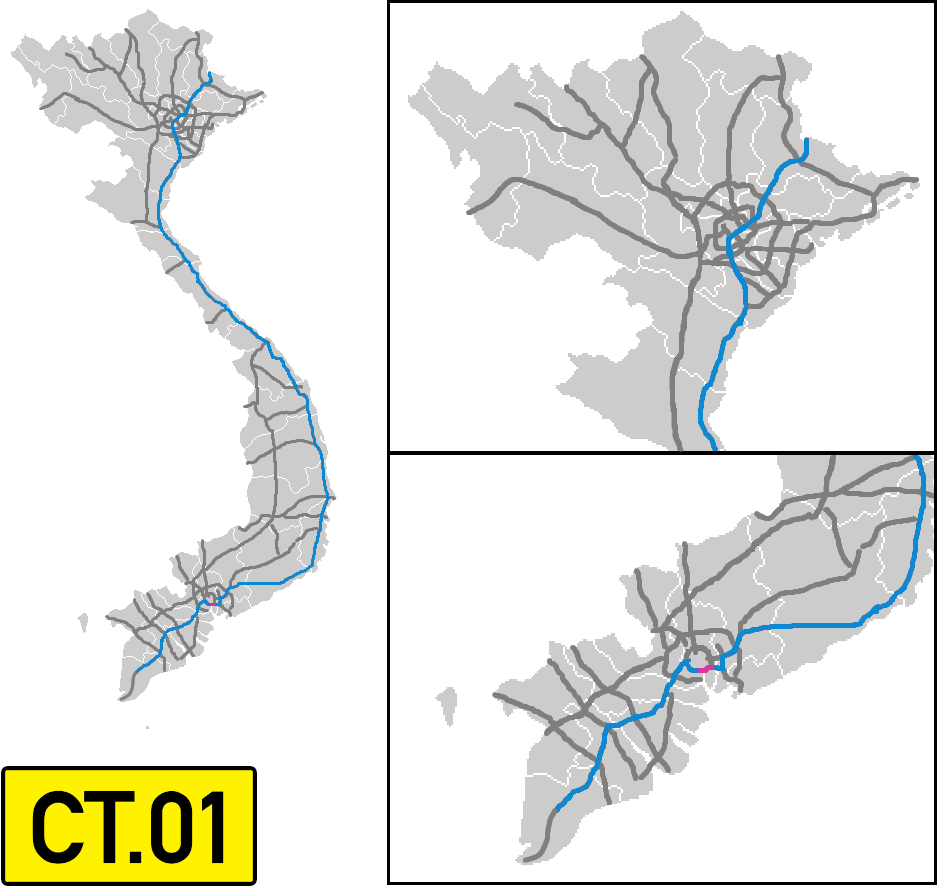

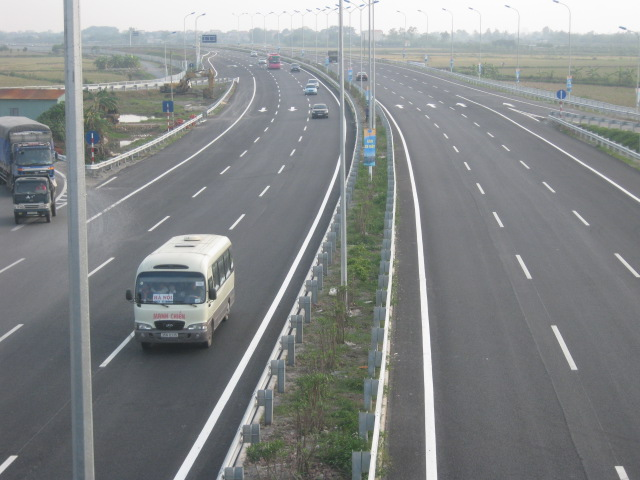
Die Nord-Süd-Schnellstraße im Abschnitt Cầu Giẽ – Ninh Bình

Die Nord-Süd-Schnellstraße (vietnamesisch: Đường cao tốc Bắc – Nam) ist eine im Bau befindliche Schnellstraße in Vietnam, die die Städte Hanoi und Cần Thơ verbinden soll.
Die geplante Gesamtlänge beträgt 1.941 Kilometer. Die Route führt durch die Provinzen Hanoi, Hà Nam, Nam Định, Ninh Bình, Thanh Hóa, Nghệ An, Hà Tĩnh, Quảng Bình, Quảng Trị, Huế, Đà Nẵng, Quảng Nam, Quảng Ngãi, Bình Định, Phú Yên, Khánh Hòa, Ninh Thuận, Bình Thuận, Đồng Nai, Ho-Chi-Minh-Stadt, Long An, Tiền Giang, Vĩnh Long und Cần Thơ.
Einige Bauabschnitte sind bereits abgeschlossen. Die Fertigstellung der gesamten Strecke ist für das Jahr 2020 geplant. Die Gesamtkosten werden auf ca. 18,5 Milliarden USD veranschlagt. Parallel zu dieser Straße ist auch eine Hochgeschwindigkeits-Eisenbahnstrecke geplant.